# Хабер-Бошов процес
Хабер-Бошов поступак се користи у индустрији за добијање амонијака.
 e као катализатор
Наиме користе се закључци из теорије о хемијској равнотежи.
С обзиром да је количина насталог производа (амонијака) мања од количине реактаната (водоника и азота) долазимо до закључка да ће повећањем притиска у реактору реакциони количник бити мањи од константе равнотеже те ће сходно Ле Шатељеовом принципу бити фаворизована реакција удесно тј. реакција стварања амонијака. Зато се притисак у реакционим коморама одржава на притиску од 200 до 900 атмосфера.
Реакција стварања амонијака је егзотермна. Највећи принос реакција има на 25 степени целзијусових али је тада (директна) реакција веома спора (није спонтана). На 25° C је константа равнотеже око 100000 већа од константе равнотеже на 500 степени. Међутим реакција се мора одиграти на 500° C јер је тада она интензивна иако је принос амонијака на тој температури 10 - 15%.
Реакција је катализована. С обзиром да је принос амонијака на тако високој температури (500 степени) 10 - 15%, амонијак се помоћу катализатора преводи у течно стање и тиме се ремети хемијска равнотежа у реактору. Систем сходно Ле Шатељеовом принципу одговара фаворизовањем реакције стварања амонијака (директна реакција) па се повећава принос амонијака.